# Пальмахім (авіабаза)

31°53′52″ пн. ш. 34°41′26″ сх. д. / 31.897777777778° пн. ш. 34.690555555556° сх. д.
«Пальмахім» (івр. פלמחים) — авіабаза ВПС Ізраїлю, розташована поруч з кібуцем Пальмахім, поблизу міст Рішон ле-Ціон та Явне.

## Технічна характеристика
База «Пальмахім» використовується, зокрема, як космодром — для запуску ракет «Шавіт». Цікаво, що запуски ракет здійснюються не в східному, як в абсолютної більшості космодромів, а в західному напрямі, тобто проти обертання Землі. Причина цього в тому, що трасу запуску можна прокласти тільки над Середземним морем: землі на схід від бази заселені, при цьому суміжні країни розташовані досить близько.

## Історія запусків
| Ракета-носій | Дата запуску    | Місце запуску | Корисне навантаження | Статус місії    |
| Шавіт        | 19 вересня 1988 | Пальмахім     | Ізраїль Офек 1       | Успішний запуск |
| Шавіт        | 3 квітня 1990   | Пальмахім     | Ізраїль Офек 2       | Успішний запуск |
| Шавіт        | 15 вересня 1994 | Пальмахім     | Ізраїль Офек ?       | Невдало         |
| Шавіт-1      | 5 квітня 1995   | Пальмахім     | Ізраїль Офек 3       | Успішний запуск |
| Шавіт-1      | 22 січня 1998   | Пальмахім     | Ізраїль Офек 4       | Невдало         |
| Шавіт-1      | 28 травня 2002  | Пальмахім     | Ізраїль Офек 5       | Успішний запуск |
| Шавіт-2      | 6 вересня 2004  | Пальмахім     | Ізраїль Офек 6       | невдало         |
| Шавіт-2      | 11 червня 2007  | Пальмахім     | Ізраїль Офек 7       | Успішний запуск |
| Шавіт-2      | 22 липня 2010   | Пальмахім     | Ізраїль Офек 9       | Успішний запуск |